# Distanza iperfocale
La distanza iperfocale è quella particolare distanza di messa a fuoco, che permette di ottenere la massima estensione della profondità di campo, fino all'infinito. Viene calcolata e quindi varia in base alla lunghezza focale del obiettivo e all'apertura impostata del diaframma. Si può dire che una volta impostata la distanza iperfocale, la PdC è estesa tra la metà della distanza di fuoco e l'infinito, mantenendo gli oggetti che rientrano in quella profondità di ripresa, come sufficientemente nitidi.

## Descrizione
La formula per calcolarla è: 
{\displaystyle H={\frac {f^{2}}{Nc}}}+f
dove H è la distanza iperfocale misurata in millimetri, f la lunghezza focale, N il rapporto focale di apertura (diaframma), c la misura del circolo di confusione. La proprietà fondamentale della distanza iperfocale è che impostando la messa a fuoco ad H, saranno a fuoco tutti gli oggetti posti tra H/2 ed infinito; mettendo a fuoco ad H/2 saranno a fuoco tutti gli oggetti posti tra H/3 ed H, mettendo a fuoco ad H/3 saranno a fuoco tutti gli oggetti tra H/4 ed H/2 e così via.
Tramite la rete internet è possibile accedere gratuitamente ai calcolatori della profondità di campo, i quali offrono simultaneamente anche il calcolo della distanza iperfocale.
In quasi tutti gli obiettivi (soprattutto quelli a fuoco manuale) è presente sul barilotto una scala simmetrica con i valori di diaframma, utile per posizionare la messa a fuoco ideale (l'iperfocale) e includere nella profondità di campo dell'immagine ciò che più ci interessa.
Tra i fotografi che hanno reso "celebre" la tecnica della distanza iperfocale si ricorda Ansel Adams (il quale ha contribuito anche alla tecnica di esposizione a zone e ad altre interessanti funzioni legate alla fotografia).
L'iperfocale è utilizzata soprattutto nelle fotocamere monouso, e nelle fotocamere compatte a fuoco fisso: con un obiettivo grandangolare, la distanza di messa a fuoco scelta con cura ed un diaframma ragionevolmente chiuso (da f/8 ad f/11), è possibile ottenere una buona messa a fuoco da brevi distanze fino all'infinito.